# دونالد ريتشي
دونالد ريتشي (بالإنجليزية: Donald Richie)‏ (و. 1924 – 2013 م) هو ضابط، وناقد سينمائي، وكاتب، وصحفي من الولايات المتحدة الأمريكية . ولد في ليما، أوهايو .
توفي في طوكيو .

## الخدمة العسكرية
خدم في بحرية الولايات المتحدة.

## روابط خارجية
- دونالد ريتشي على موقع IMDb (الإنجليزية)
- دونالد ريتشي على موقع روتن توميتوز (الإنجليزية)
- دونالد ريتشي على موقع قاعدة بيانات الفيلم (الإنجليزية)